# Liste von Burgen und Schlössern im Kanton St. Gallen

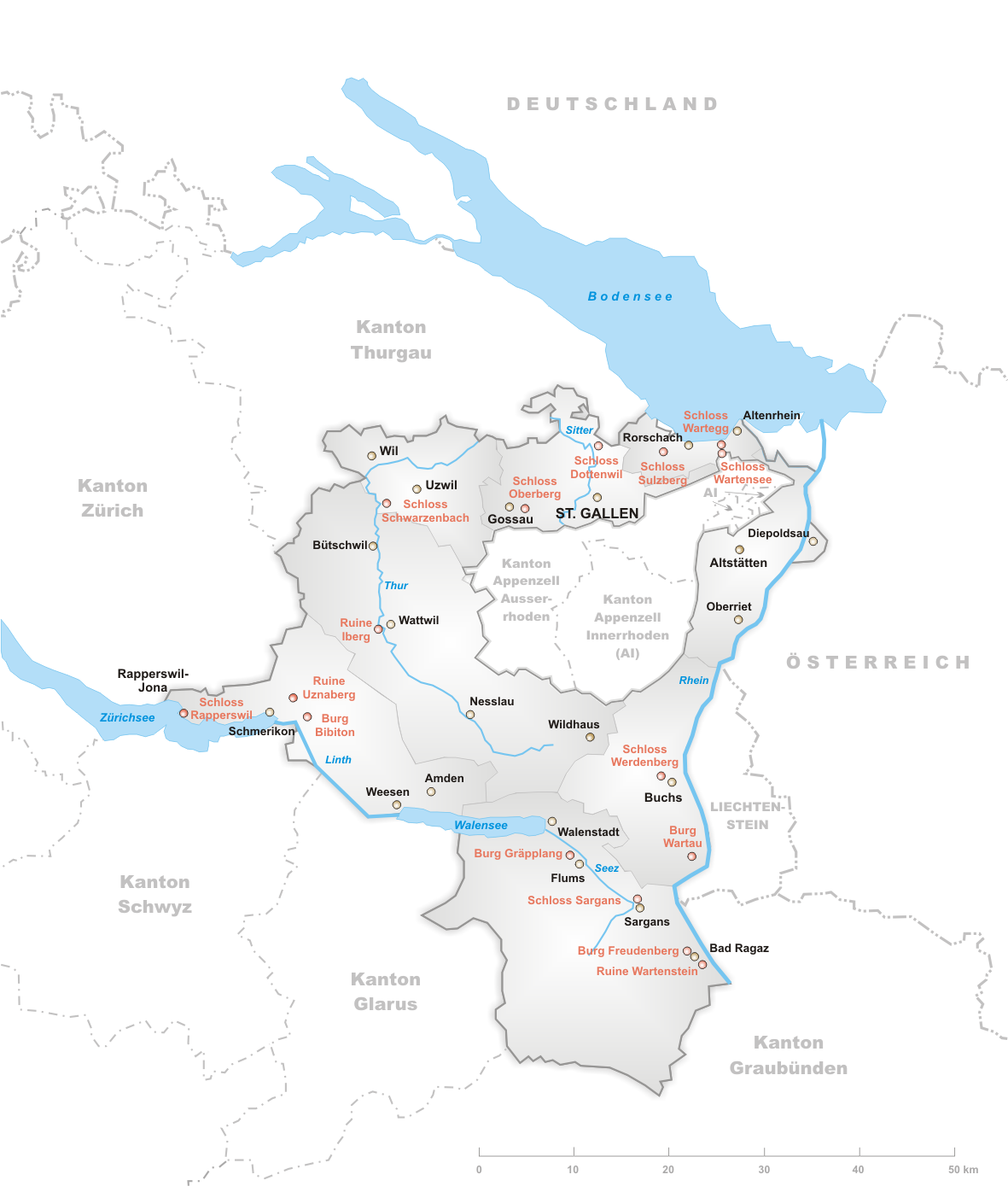
Burgen und Schlösser im Kanton St. Gallen

Die Liste der Burgen und Schlösser im Kanton St. Gallen zeigt alle Burgen und Schlösser im Kanton St. Gallen auf.
Im Kanton St. Gallen stehen eine Vielzahl von Schlössern und Burgen. Die meisten sind öffentlich zugänglich. Schloss Sulzberg und Schloss Heerbrugg sind noch in Privatbesitz. Die meisten Burganlagen wurden im Hochmittelalter ab 1200 erbaut, viele im 13. Jahrhundert. Die letzten wurden im 16. Jahrhundert errichtet. Schlösser wurden mit dem ausgehenden Mittelalter bis ins 18. Jahrhundert errichtet.
Sämtliche Informationen wurden aus den jeweiligen Artikeln entnommen. Andere Angaben sind durch Einzelnachweise belegt. Ein Literaturverzeichnis ist angefügt.

## Erklärung zur Liste
- Name: Nennt den offiziellen Namen des Gebäudes.
- Ortschaft: Zeigt an, in welcher Gemeinde das Gebäude steht.
- Jahr: Zeigt das Baujahr an. Meist jedoch ungenau.
- Typ: Es werden folgende Gebäudetypen unterschieden: Burg und Schloss.
- Zustand: Bezeichnet den Zustand des Gebäudes. Es wird unterschieden nach «erhalten», «Ruine» und «verfallen».
- Zutritt: Weist aus, ob das Gebäude öffentlich zugänglich ist.
- Bild: Zeigt wenn möglich ein Bild des Gebäudes an.
- Bemerkenswertes: Nennt eine Besonderheit zum Gebäude.

Hinweis: Die Liste ist sortierbar: durch Anklicken eines Spaltenkopfes wird die Liste nach dieser Spalte sortiert, zweimalige Anklicken kehrt die Sortierung um. Durch das Anklicken zweier Spalten hintereinander lässt sich jede gewünschte Kombination erzielen.
| Name                                                                | Ortschaft                             | Jahr                                            | Typ                  | Zustand                  | Zutritt   | Bild                                 | Bemerkenswertes |
| ------------------------------------------------------------------- | ------------------------------------- | ----------------------------------------------- | -------------------- | ------------------------ | --------- | ------------------------------------ | --- |
| Burgstelle Alt-Meldegg                                              | Gaiserwald                            | vor 1312                                        | Burg                 | Burgstall                | Ja        | Alt-Meldegg                          | Eine von mindestens zwei kleinen Burgen der Herren von Meldegg, Dienstmannen des Klosters St. Gallen. Mit dem Niedergang der Familie nach 1400 verschwand auch die Burg aus der Geschichte. |
| Ruine Alt-Ramschwag (Alte Ramswag, Rabenstein)                      | Häggenschwil                          | spätestens erste Hälfte des 13. Jh.             | Burg                 | Ruine                    | Ja        | Alt-Ramschwag                        | Sicherungsburg einer alloden Rodungsherrschaft der Ramschwager, Ministeriale der Abtei St. Gallen. Später über die Rosenberg-Zuckenriet an die von Helmsdorf aus Süddeutschland bis 1490. Danach in ruinösem Zustand an Bauern verkauft. 1932 Sicherungsmassnahmen mit Ausgrabungen. 2013 Übergang in Gemeindebesitz. |
| Burgruine Alt-Rheineck (auch: Burgstock) 47° 27′ 51″ N, 9° 35′ 8″ O | Rheineck                              | ca. Beginn zweite Hälfte des 12. Jh.            | Burg                 | Ruine                    | Ja        | Alt-Rheineck                         | Burg der Bischöfe von Konstanz, 1170 im Besitz von Cuno von Rheineck, 1445 zerstört, 1803 an den Kanton, später an die Gemeinde, 1939 konserviert, KGS-Nr.: 8249 |
| Burg Alt-Toggenburg                                                 | Kirchberg                             | vor 1044                                        | Burg                 | Burgstall                | Ja        | Alt-Toggenburg                       | 1085 verwüstet, wiederaufgebaut, im 14. Jahrhundert aufgelassen. Burgplatz mit Wallfahrtsort St. Iddaburg (1861), Lourdesgrotte (1888) und Wallfahrtskapelle (1933/34) überbaut. |
| Burg Bibiton                                                        | Kaltbrunn                             | 1200                                            | Burg                 | Ruine                    | Ja        | Burg Bibiton                         | Im Jahre 1444 wurde die Burg im Alten Zürichkrieg zerstört und im 15. Jahrhundert aufgegeben. |
| Burg Blatten (Schloss Blatten)                                      | Oberriet                              | 11. Jahrhundert                                 | Burg                 | Ruine                    | Ja        | Burgruine Blatten                    | Burg der Herren von Blattûn/Blatten. Ende 13. Jahrhundert im Besitz der Herren von Ramschwag. Ab 1486 im Besitz des Klosters St. Gallen. 1799 im Zweiten Koalitionskrieg zerstört. 1977/85 saniert. |
| Brochna Burg Procha Burg                                            | Wartau                                | 1150                                            | Burg                 | Ruine                    | Ja        |                                      | Erst in einem Marchenbeschrieb aus dem Jahr 1552 wird «die zerbrochne Burg, da noch etlich alt Gemäuer staht» erstmals erwähnt. |
| Schloss Dottenwil                                                   | Wittenbach                            | 1302                                            | Schloss              | erhalten                 | Ja        | Schloss Dottenwil                    | Das Schloss war zwischen 1807 und 1997 zuerst ein Kurort und dann ein Altersheim. Heute wird es als Vereinslokal und Museum genutzt. |
| Burg Forstegg                                                       | Sennwald                              | 1210                                            | Burg                 | Ruine                    | Unklar    | Ruine Forstegg                       | Erbaut um 1200 von den Freiherren von Sax, welche die Sax-Forstegg und die Burg 1615 an die Stadt Zürich verkauften. Zwischen 1622 und 1627 baute Zürich die Burg mit Schanzen und Zeughaus aus. Bis 1798 Sitz des Zürcher Landvogtes, 1804 an den Kanton St. Gallen verkauft. Im 19. Jahrhundert in Privatbesitz zur Ruine zerfallen. |
| Burg Freudenberg                                                    | Bad Ragaz                             | 1253                                            | Burg                 | Ruine                    | Ja        | Burg Freudenberg                     | Es gibt eine Sage, welche über eine Jungfrau erzählt. |
| Burg Frischenberg                                                   | Sax                                   | 1320                                            | Burg                 | Ruine                    | Ja        |                                      | Von den Hohensax erbaut (vermutlich Vorburg von Burg Hohensax). Ende des 14. Jh. an die von Bonstetten. 1446 von den Appenzellern zerstört, wiederaufgebaut, nach 1550 aufgegeben; in der Neuzeit durch Steinbruch fast geschleift. |
| Fründsberg                                                          | Eschenbach - Weiler Oberholz          | Mitte 13. Jahrhundert                           | Burg                 | Burgstall                | Ja        | Burgplateau Fründsberg               | Rodungsburg, 1267 urkundlich, Mitte des 15. Jahrhunderts abgegangen, früher Zürcher Gebiet, Burgplateau, Halsgraben und markanter Pfeiler als Überreste |
| Gielsberg (auch Salengugi)                                          | Degersheim-Magdenau                   | 12. Jahrhundert                                 | Burg                 | Ruine                    | Ja        |                                      | Burgstelle im Gebiet Gielsberg, die dem Geschlecht derer von Gielen den Namen gab. Mauerreste und Reste des Halsgrabens der Spornburg. |
| Glattburg (Niederglatt) (auch Gielen-Glattburg)                     | Oberbüren-Niederwil-Glattburg         |                                                 | Burg                 | Ruine                    | Ja        |                                      | Burgstelle nahe der Glatt und vergangener Stammsitz derer von Giel: 1403 von den Appenzellern zerstört, wieder aufgebaut und 1485 durch die Burgauer und Flawiler erneut zerstört. Letzte Reste dienten 1732 dem Kirchenbau in Niederwil. Fundamentreste sichtbar. |
| Glattburg (Staubhausen) (auch Schenken-Glattburg)                   | Oberbüren-Staubhausen                 | 788                                             | Burg                 | Ruine                    | Ja        |                                      | Burgstelle an der Mündung der Glatt in die Thur: Burg und Land 1648 durch das Kloster St. Gallen von den Schenken von Glattburg erworben. Seit dem 18. Jahrhundert mit dem Kloster St. Gallenberg überbaut. |
| Burg Gräpplang                                                      | Flums                                 | 1249                                            | Burg                 | Ruine                    | Ja        | Burg Gräpplang                       | Erst im 20. Jahrhundert begann man sich um die Erhaltung der immer noch stattlichen Ruine zu kümmern. |
| Burgruine Grimmenstein                                              | St. Margrethen                        | vor 1250                                        | Burg                 | Ruine                    | Ja        | Ruine Grimmenstein                   | Auf Initiative des St. Galler Abtes Berchtold von Falkenstein errichtet; wechselnde Besitzer. Im 14. Jahrhundert Raubrittertum. 1416 geschleift. Reste von Wohnturm, Zisterne und Grundmauern erhalten. |
| Schloss Grünenstein 47° 24′ 22″ N, 9° 35′ 45″ O                     | Balgach                               | um 1277                                         | Burg (heute Schloss) | erhalten                 | Ja        | Schloss Grünenstein                  | Um 1277 als Turmburg erbaut, im 13. und 14. Jahrhundert im Besitz der Freiherren von Sax, 1347 bis 1510 beim fürstlichen Stift Lindau. Dann Fürstabtei St. Gallen. 1558 konnte Balgach durch Kauf die Vogteirechte ablösen. Von 1776 bis 1781 Umbau zum Schloss durch den glarnerischen Zeugherrn Fridolin Schindler, dessen Frau in der niederländischen Staatslotterie gewonnen hatte. Architekt war beider Sohn, Baumeister Haltinner von Altstätten. 1791 kaufte Jacob Laurenz Custer das Schloss und machte es zu seinem Sommersitz. Die Custer'sche Familienstiftung blieb bis 1983 im Besitz von Grünenstein. 1983 von der Gut Grünenstein AG übernommen. Privatbesitz. |
| Schloss Heerbrugg                                                   | Heerbrugg                             | 1775                                            | Schloss              | renoviert und bewohnt    | Nein      | Schloss Heerbrugg                    | Wurde erstmals 1077/78 als Feste Hêrburch erbaut, vermutlich auf den Ruinen eines Römischen Kastells. 1280 zerstört und 1775 neu erbaut von Bartholomäus Schlumpf, Kaufmann von St. Gallen auf dem Ausläufer des Balgacher Bergs. Das Schloss ist in Privatbesitz von Peter von Rotz. Es wurde 2006 renoviert und mit Wohnungen ausgestattet, die vermietet werden. |
| Burg Helfenberg                                                     | Gossau                                | vor 1244                                        | Burg                 | Ruine                    | Ja        | Burgruine Helfenberg bei Gossau      | In den Appenzellerkriegen zerstört, Teile abgerutscht, sanierte Ruinen |
| Burgruine Herrenberg 47° 7′ 11″ N, 9° 29′ 15″ O                     | Sevelen                               | 1250                                            | Burg                 | Ruine                    | Ja        |                                      | In seiner im 16. Jhdt. entstandenen Helvetischen Chronik berichtet der Historiker Aegidius Tschudi zum Jahr 1255 über Heinrich III. von Montfort, den Bischof von Chur: «Er hat ouch die Vesti Herrenberg bi dem Dorff Sevelen in der Grafschafft Werdenberg erbuwen.» |
| Hof zu Wil                                                          | Wil                                   | vor 1227                                        | Schloss              | erhalten                 | Ja        | Hof zu Wil                           | Vom Verwaltungshof zum Kirchenschloss der Fürstabtei St. Gallen. Mehrfach zerstört und wiederaufgebaut; später mehrfach wechselnder Besitz zwischen reformierten Kantonen und Fürstabtei, 1810 an Stadt Wil, verkauft an Johann Nepomuk Wirz von Rudenz, Brauerei bis 1982, seit 1978 unter Bundesschutz, 1988 an Stadt Wil zurück, seit 1990 als «Gebäude mit nationaler Bedeutung» |
| Burg Hohensax                                                       | Sennwald                              | 1210                                            | Burg                 | Ruine                    | Ja        | Ruine der Burg Hohensax              | Um 1200 von den Freiherren von Sax errichtet, zuerst als Burg Sax, ab 1393 als Burg Hohensax bezeichnet. 1446 im Alten Zürichkrieg zerstört. Heute im Besitz der Ortsbürgergemeinde Gams. |
| Burg Iberg                                                          | Wattwil                               | 1230                                            | Burg                 | Ruine                    | Ja        | Ruine Iberg                          | Ursprünglich als Burg von Dienstleuten der Abtei St. Gallen errichtet, 1405 zerstört, nach 1408 Wiederaufbau als Schloss für den äbtischen Vogt im Toggenburg. Zerfiel in Privatbesitz nach 1805, Bergfried 1902/65 renoviert und teilweise rekonstruiert. |
| → Schloss Lütisburg                                                 | Lütisburg                             | 1214                                            | Schloss              | Ruine                    | Ja        | Die Lütisburg als Vogteisitz um 1700 | Um 1214 gründeten die Grafen von Toggenburg eine neue Burg mit Kirche. 1468–1798 diente sie als Vogteisitz der Fürstabtei St. Gallen, 1810/11 abgerissen un |
| Burg Neu-Altstätten                                                 | Altstätten-Lüchingen                  | um 1375                                         | Burg                 | erhalten                 | Nein      |                                      | Letzte der ursprünglich vier Altstätter Burgen; interessantes nach zwei Seiten weit überkragendes Satteldach, dass auf den Giebelseiten Fachwerk aufweist. |
| Burgstelle Neu-Meldegg 47° 25′ 30″ N, 9° 18′ 42″ O                  | Gaiserwald-Abtwil                     | um 1300                                         | Burg                 | Burgstall                | Ja        |                                      | Eine von mindestens zwei kleinen Burgen der Herren von Meldegg, Dienstmannen des Klosters St. Gallen. Burganlage mit Abschnittsbefestigungen. Mit dem Niedergang der Familie nach 1400 verschwand die Burg, wie auch Alt-Meldegg aus der Geschichte. Nach 1450 als zerstört erwähnt. |
| → Burg Neu-Ramschwag (Neu-Ramswag, Rabenstein)                      | Häggenschwil                          | vermutlich Mitte des 13. Jh.                    | Burg                 | abgegangen               | Nein      |                                      | Befand sich auf einer Anhöhe beim Weiler Engensbühl, von der Burganlage keine Reste mehr. Im 17. Jahrhundert abgetragen, Steine wurden für den Bau der Kirche in Häggenschwil verwendet. |
| Neu-Toggenburg                                                      | Oberhelfenschwil (auf dem Wasserfluh) | spätes 12. Jahrhundert                          | Burg                 | Ruine                    | Ja        | Neu-Toggenburg                       | Ab 1226 durch die Toggenburger stark vergrössert; ab 1486 an die Fürstabtei, danach in Verfall. Nutzung als Steinbruch. 1936 Konservierung der Reste. Ausgrabungsfunde im Toggenburger Museum in Lichtensteig ausgestellt. |
| Burg Niederwindegg (Burg Unterwindegg)                              | Schänis                               | etwa Beginn des 13. Jahrhunderts                | Burg                 | Ruine                    | Ja        | Burgruine Niederwindegg              | Verwaltungspunkt der Landschaft Gaster, ab 1359 befestigt, nach 1486 (Herrschaft Windegg) verfallen. Heute nur Mauerreste erhalten. |
| Schloss Oberberg                                                    | Gossau                                | 1262                                            | Schloss              | erhalten                 | Ja        | Schloss                              | In den Jahren 1954/55 wurde das Schloss renoviert. Am 27. Oktober 1955 brannte das Gebäude ab und wurde somit erst im Sommer 1958 wieder eröffnet. |
| Schloss Rapperswil                                                  | Rapperswil                            | 1230                                            | Schloss              | erhalten                 | Ja        | Schloss Rapperswil                   | Im Schloss befindet sich ein Restaurant, welches Gäste zu besonderen Anlässen auch im kleinen Rittersaal des Schlosses bedient. Bis 2022 befand sich im Schloss auch das Polenmuseum Rapperswil. |
| Burgruine Rosenberg                                                 | Berneck SG                            | 1210                                            | Burg                 | teilweise erhalten/Ruine | Nein      | Burgruine Rosenburg mit Rebhäuschen  | Im Jahr 1811 kauften 19 Bernecker Bürger die Rosenburg, das verhasste Bauwerk wurde bis auf die Grundmauern abgerissen. 1817 übernahm Johann Jakob Ritz die Rosenburg und liess auf dem Gartenhaus das Glockentürmchen erbauen, welches bis heute unter dem Namen «Schlössli Rosenberg» bekannt ist. |
| Burg Rüdberg                                                        | Oberhelfenschwil                      | spätestens Mitte 13. Jahrhundert                | Burg                 | Ruine                    | Ja        | Burgruine Rüdberg                    | Höhenburg, bis 1340 Eigengut der Familie von Rüdberg, danach Pfandschaft der Toggenburger, 1468 an die Abtei von St. Gallen, um 1500 zerfallen, 1950–55 Reste saniert. Ringmauer, Wohnhaus und Bergfried konserviert und sichtbar |
| Sankt Annaschloss                                                   | Rorschacherberg                       | 2. Hälfte des 12. Jahrhunderts                  | Burg                 | erhalten                 | Nein      | Schloss Sargans                      | Trotz Appenzellerkriege und folgenden Auseinandersetzungen im St. Gallerkrieg um den Bau des Klosters Mariaberg (Klosterbruch) wurde die Burg nie erobert oder zerstört. |
| Schloss Sargans                                                     | Sargans                               | 1282                                            | Schloss              | erhalten                 | Ja        | Schloss Sargans                      | Neben einem Restaurant ist im Schloss das Museum Sarganserland untergebracht, das 1983 als Europäisches Museum des Jahres ausgezeichnet wurde. |
| Schloss Schwarzenbach                                               | Jonschwil                             | 1275                                            | Schloss              | erhalten                 | Ja        | Schloss Schwarzenbach                | Die Anlage umfasst als älteste Teile den Bergfried als heutiges Schlossgebäude, sowie das westliche Stück der Ringmauer mit dem ehemaligen Kornhaus. |
| Burgstelle Spisegg                                                  | Gaiserwald-St. Josefen                | um erste Hälfte des 14. Jahrhunderts (vor 1366) | Burg                 | abgegangen               | Ja        | Burgstelle Spisegg                   | Die späte Burg des Hochmittelalters wurde 1504 noch als Burglehen an Arnold Winkelried (* vor 1481, † 27.2.1522), 1512 Hauptmann der Schweizergarde in Mailand und ab 1514 zum Ritter geschlagen, vergeben. Er ist vermutlich Vorbild des mystischen Arnold Winkelried. |
| Steinerburg                                                         | Steinach, Ortsteil Obersteinach       | um 1200                                         | Burg                 | Ruine                    | Ja        |                                      | Der zweigeschossige Bau um 1230 auf Vorgängerbau in Spornlage erstellt, 1577 an das Kloster St. Gallen. Fachwerkobergaden 1833 abgebrochen. 1975 saniert, heute zur Familienstiftung Pfauenmoos der Freiherren von Heyl zu Herrnsheim |
| Burg Starkenstein                                                   | Stein                                 | 13. Jahrhundert                                 | Burg                 | abgegangen/zerstört      | Nein      | Lage Burg Starkenstein               | Durch die Grafen von Montfort erbaut, mehrfache Besitzer und Pfandwechsel, 1436 beim Kloster St. Johann, ab 1486 als Burgstall bezeichnet. Nach 1955 durch Kiesabbau vollständig zerstört. |
| Burgruine Strahlegg (Stralegg)                                      | Amden                                 | 15 vor Christus                                 | Burg                 | Ruine                    | Ja        | Ruine Strahlegg                      | Römischer Wachturm des Alpenfeldzuges der Römer; im Übergang vom Hoch- zum Spätmittelalter Wiederaufbau und Neunutzung als Turmburg der Österreich-Habsburger im Näfelser Krieg gegen die Eidgenossen, 1388 von den Glarnern besetzt und vermutlich dabei zerstört. Ruine erhalten. |
| Schloss Sulzberg (Möttelischloss)                                   | Untereggen                            | um 1230                                         | Burg                 | erhalten                 | Nein      | Schloss Sulzberg, Luftaufnahme       | Eine vornehme Bündner Familie besass mit dem Salishof in Rorschach ein weitaus bequemeres Domizil und lebte deshalb nur selten auf der Burg. So war 1713 die Burg bereits zu einer Ruine verfallen. |
| Ruine Uznaberg                                                      | Schlans                               | 1234                                            | Burg                 | Ruine                    | Ja        | Ruine Uznaberg                       | Die Burg soll nach ihrer – bislang archäologisch nicht zweifelsfrei gesicherten – Zerstörung im Frühjahr 1267 oder 1268 nicht wiederaufgebaut worden sein. |
| Schloss Vorburg 47° 27′ 14″ N, 9° 37′ 6″ O                          | St. Margrethen                        | spätestens 1373                                 | Schloss              | erhalten                 | Unklar    | Schloss Vorburg                      | Als Vorburg oder Wirtschaftshof von Grimmenstein entstanden, später Schlossausbau (um 1602); viele wechselnde Besitzer, heute Privatbesitz. Das Aussehen durch zwei schöne Ecktürme, Holzanbauten und einen filigranen hölzernen Erker dominiert. Das breite Eingangsportal im Norden (Zugangsseite) von einem Grossen Wappen bekrönt, die Westseite durch eine breite Freitreppe. |
| Waldburg                                                            | Häggenschwil                          | um 926                                          | Burg                 | abgegangen               | Ja        | Zugang zur Waldburg                  | Frühmittelalterliche Wall- und Fluchtburg der Abtei St. Gallen in Spornlage in einer Sitterschleife, Halsgrabenreste; bisher ohne archäologische Untersuchungen |
| Burg Wandelberg                                                     | Benken                                | um 1200                                         | Burg                 | abgegangen               | Ja        | Wandelberg-Burgstelle                | Vermutlich von den Rapperswilern gegründet; gegen Ende des 14. Jahrhunderts zerstört; sichtbares Mauerwerk im 19. Jahrhundert. Später weggesprengt oder abgebaut. Heute nur noch erhöhte Burgstelle über der Linthebene. |
| Burg Wartau                                                         | Wartau                                | 1225                                            | Burg                 | Ruine                    | Ja        | Burg Wartau                          | Die Burg hätte bei der Bildung der modernen Schweiz eigentlich St. Gallen zugesprochen werden sollen. Da aber der Kanton Glarus das Gebäude 1818 bereits an Private verkauft hatte, konnte es erst 1911 an Wartau übergeben werden. |
| Schloss Wartegg                                                     | Rorschacherberg                       | 1558                                            | Schloss              | erhalten                 | Ja        | Schloss Wartegg                      | Freunde Napoleons bewohnten das Schloss. Zudem flüchteten französische Adlige und Diplomaten auf die Wartegg, die dem französischen König aus der Familie Bourbon gedient hatten. |
| Schloss Wartensee                                                   | Rorschacherberg                       | 1243                                            | Schloss              | erhalten                 | Ja        | Schloss Wartensee                    | 1955 wurde die Liegenschaft nach vielen Besitzerwechseln von der Ostschweizerischen Evangelischen Heimstätte gekauft und als Bildungshaus genutzt. |
| Ruine Wartenstein                                                   | Pfäfers                               | 1206                                            | Burg                 | Ruine                    | Ja        | Ruine Wartenstein                    | Ab der Mitte des 16. Jahrhunderts verlassen. |
| Schloss Weinberg                                                    | St. Margrethen                        | 1470                                            | Schloss              | erhalten                 | Ja        | Weinburg                             | 1470 im Appenzeller Urkundenbuch als Adelssitz aufgeführt. Lange Zeit im Besitz eines Zweiges der Herren von Salis aus Seewis im Prättigau. Später Weingut, in den 1960er Jahren eingestellt. 1980 mit Verkauf Neuanfang, 1982–1983 umfassend renoviert, schlossartig ausgebaut. |
| Weinburg (Marienburg)                                               | Thal                                  | 1419                                            | Schloss              | erhalten                 | Ja        | Weinburg                             | Als Sitz vornehmer Adelsgeschlechter (1419–1686) regionale, als Landschreiberei (1686–1772) eidgenössische und als Sitz des Fürsten von Hohenzollern-Sigmaringen (1817–1929) von europäischer Bedeutung. Von 1772 bis 1817 in privaten Händen, erfolgte 1796 Neubau als Schloss. 1929 Kauf durch Steyler Missionare und Nutzung als Missionsschule; später Ausbau zum Gymnasium Marienburg. 2012 geschlossen und 2016 weiterveräussert. |
| Schloss Weinstein                                                   | Marbach                               | 1375                                            | Schloss              | erhalten                 | Teilweise | Schloss mit Rebberg                  | Das Schloss mit Rebberg an idyllischer Lage über dem Rheintal wurde 1375 erstmals urkundlich erwähnt. Heute ist Weinstein offizielles Rheintaler Traulokal und ein beliebtes Ausflugsziel. |
| Schloss Werdenberg                                                  | Werdenberg                            | 1240                                            | Schloss              | erhalten                 | Ja        | Schloss                              | 1956 schenkte Frieda Hilty das Schloss samt Ausstattung dem Kanton St. Gallen. Seither ist es öffentlich zugänglich. |
| Höhlenburg Wichenstein (Ruine Wichenstein)                          | Oberriet                              | 1270                                            | Burg                 | Ruine                    | Ja        | Höhlenburg Wichenstein               | Höhlenburg in Resten erhalten, sagenumwoben; 1486 bereits als Burgstock (Ruine) bezeichnet |
| Wildenburg                                                          | Wildhaus                              | um 1200                                         | Burg                 | Ruine                    | Ja        | Wildenburg                           | Vermutlich durch die Freiherren von Sax gegründet; 1313 an die Toggenburger, 1439 durch Erbschaft an die Herren von Raron, 1468 an das Kloster St. Gallen. Nach 16660 durch Blitzschlag ausgebrannt. 2011 bis 2013 Restaurierung der Ruinen. |
| → Schloss Zuckenriet                                                | Zuckenriet                            | um 1100                                         | Schloss              | erhalten                 | Nein      | Ehem. Schloss Zuckenriet             | Als Wehrturm erbaut, Sitz des Verwalters der Fürstabtei St. Gallen, später wechselnder Besitz, 1407 von Appenzell erobert, Kapellenanbau in der zweiten Hälfte des 15. Jahrhunderts, 1805 Kantonsbesitz, 1807 privatisiert |

## Bemerkungen und Einzelnachweise
1. ↑  Burgruine Alt-Rheineck in der privaten Datenbank Alle Burgen. Abgerufen am 26. November 2021.
2. ↑  Ruine Alt-Rheineck auf burgenseite.ch; abgerufen am 26. November 2021
3. 1 2  Burgenwelt – Procha Burg – Schweiz. Abgerufen am 8. Januar 2020.
4. 1 2 3 4 5 6 7 8 9 10 11 12 13  erstmals urkundlich erwähnt
5. ↑  Schlossgeschichte auf www.schloss-gruenenstein.ch, nach Peter J. Schaps, 13. November 2010; abgerufen am 23. November 2021
6. 1 2  Burgenwelt – Herrenberg – Schweiz. Abgerufen am 8. Januar 2020.
7. ↑  Regula Anna Steinhauser-Zimmermann: Iberg (SG). In: Historisches Lexikon der Schweiz.  22. Januar 2008, abgerufen am 30. April 2009.
8. ↑  «Die Kirche unter der Kapelle. Neues zur Baugeschichte der Kirche Lütisburg». In: Toggenburger Jahrbuch 2004. (MS Word; 58 kB) Archiviert vom Original (nicht mehr online verfügbar) am 28. Oktober 2007; abgerufen am 13. Mai 2004.
9. 1 2 3  Inventarblatt Schützenswerte Archäologische Fundstelle (SAF): Burgstelle Neu-Meldegg, Kanton St. Gallen, Departement des Innern, Amt für Kultur, Archäologie, 28. Januar 2020; abgerufen am 24. November 2021
10. ↑  Ernst Ziegler: Gaiserwald. In: Historisches Lexikon der Schweiz.  4. Juni 2015, abgerufen am 24. November 2021.
11. ↑  Ruine Ramschwag, Webseite der Gemeinde Häggenschwil; abgerufen am 17. November 2021
12. ↑  Saint Gall Sankt Gallen: Schloss Schwarzenbach – Le château de Schwarzenbach, Jonschwil. Abgerufen am 29. April 2009.
13. ↑  Die wichtigsten Eckpfeiler der Geschichte von Schloss Wartensee. (PDF; 32 kB) Archiviert vom Original (nicht mehr online verfügbar) am 11. Juli 2006; abgerufen am 29. April 2009.
14. ↑  Ruine Wartenstein auf www.burgenseite.ch. Abgerufen am 29. April 2009.
15. ↑  Die Schloss-Geschichte auf www.schloss-weinstein.ch; abgerufen am 1. Juli 2024.
16. ↑  Kurze Geschichte von Schloss und Städtchen Werdenberg. Archiviert vom Original (nicht mehr online verfügbar) am 26. Juli 2003; abgerufen am 29. April 2009.